# 岡山県道297号高山芳井線
岡山県道297号高山芳井線（おかやまけんどう297ごう こうやまよしいせん）は、岡山県高梁市から井原市に至る一般県道である。

## 概要
高梁市川上町高山と井原市芳井町吉井を結ぶ

### 路線データ
- 起点：高梁市川上町高山（岡山県道77号美星高山市線上、岡山県道299号布賀地頭線交点）
- 終点：井原市芳井町吉井（芳井町吉井交差点、国道313号交点）
- 総延長：約13.7 km
- 幅員：1 - 2車線（大型車通行困難区間あり）

## 歴史
- 1993年（平成5年）5月11日 - 建設省から、県道高山芳井線の一部を美星高山市線として主要地方道に指定される[1]。

## 路線状況
単独区間（高梁市川上町地頭 - 井原市芳井町吉井（終点）間）は狭い山道が続く路線で、高梁市川上町地頭から井原市境にかけて車一台がやっと通れる道幅の離合不能区間（険道区間）が存在し、大型車は全線の通行が困難。また、異常気象時通行規制区間に指定されている部分もある。
高梁市川上町地頭から井原市芳井町種にかけて幅員が狭いため、高梁市川上町地頭の岡山県道77号美星高山市線交点を南下したところに設けられている案内標識では、井原方面をふるさと農道へ誘導させ、広域農道備中西部地区「星の里街道」を介した国道313号への誘導が行なわれている。

### 通称
- 岡山中部縦貫道路
  - 区間：高梁市川上町高山 - 高梁市川上町地頭

重用の岡山県道77号美星高山市線が、岡山県中部を東西に貫く東西軸道路の一部を構成する路線であることから。
- 新道路
  - 区間：井原市芳井町片塚 - 井原市芳井町吉井（国道313号交点、吉井交差点）

徒歩道時代は、井原市芳井町片塚から井原市芳井町宇戸川の宇戸川道路（現：旧国道313号（井原市道））に出る経路だったものを自動車の通れる道路に付け替えたことから。

### 重複区間
- 岡山県道77号美星高山市線（高梁市川上町高山（起点） - 高梁市川上町地頭）

### 並行する旧街道
- 新見・伯耆方面と井原方面を結ぶ道

## 地理

### 通過する自治体
- 高梁市
- 井原市

### 交差する道路
| 交差する道路                                                  | 市町村名 | 交差する場所 | 交差する場所            |
| ------------------------------------------------------------- | -------- | ------------ | ----------------------- |
| 岡山県道77号美星高山市線 重複区間起点 岡山県道299号布賀地頭線 | 高梁市   | 川上町高山   | 起点                    |
| 岡山県道294号下鴫川上線                                       | 高梁市   | 川上町仁賀   |                         |
| 岡山県道77号美星高山市線 重複区間終点                         | 高梁市   | 川上町地頭   |                         |
| 広域農道備中西部地区 / 星の里街道                             | 高梁市   | 川上町仁賀   |                         |
| 岡山県道298号上大竹種線                                       | 井原市   | 芳井町種     |                         |
| 国道313号                                                     | 井原市   | 芳井町吉井   | 芳井町吉井交差点 / 終点 |

### 沿線
- 弥高山公園（高梁市川上町）
- 磐窟谷（高梁市川上町）
- 明治ごんぼう村ふるさと市場（井原市芳井町種）
- 明治郵便局
- 小田川